# 15. People’s Choice Awards-gála
A 15. People’s Choice Awards-gála az 1988-as év legjobb filmes, televíziós és zenés alakításait értékelte. A díjátadót 1989. augusztus 23-án tartották, a műsor házigazdái Michael Landon és Michele Lee voltak. A ceremóniát a CBS televízióadó közvetítette.

## Győztesek és jelöltek
Forrás:

### Film
| Az év vígjátéka                | Az év drámája              |
| ------------------------------ | -------------------------- |
| - Segítség, felnőttem! - Ikrek | Esőember                   |
| Az év drámai színésze          | Az év drámai színésznője   |
| Dustin Hoffman                 | Meryl Streep               |
| Az év férfi vígjáték-sztárja   | Az év női vígjáték-sztárja |
| Eddie Murphy                   | Bette Midler               |
| Minden idők legjobb filmje     |                            |
| Elfújta a szél                 |                            |

### Televízió
| Az év férfi tévés sztárja            | Az év női tévés sztárja            |
| ------------------------------------ | ---------------------------------- |
| Bill Cosby                           | Phylicia Rashad                    |
| Az év visszatérő férfi tévés sztárja | Az év visszatérő női tévés sztárja |
| Bill Cosby                           | Cher                               |
| Az év vígjátéka                      | Az év drámaműsora                  |
| The Cosby Show                       | L.A. Law                           |
| Az év új vígjátéka                   | Az év új drámaműsora               |
| Roseanne                             | China Beach                        |
| Az év férfi előadója új tévéműsorban | Az év női előadója új tévéműsorban |
| John Goodman                         | Roseanne Barr                      |
| Az év ifjú tévés sztárja             | Az év minisorozata                 |
| Kirk Cameron                         | A sas felszáll                     |
| Az év tévéműsora                     |                                    |
| The Cosby Show                       |                                    |

### Zene
| Az év dala                          | Az év dala         |
| ----------------------------------- | ------------------ |
| Michael Jackson - "Smooth Criminal" |                    |
| Az év férfi előadója                | Az év női előadója |
| Randy Travis                        | Whitney Houston    |

## Fordítás
- Ez a szócikk részben vagy egészben  a(z)   15th People's Choice Awards című angol Wikipédia-szócikk fordításán alapul.  Az eredeti cikk szerkesztőit annak laptörténete sorolja fel. Ez a jelzés csupán a megfogalmazás eredetét és a szerzői jogokat jelzi, nem szolgál a cikkben szereplő információk forrásmegjelöléseként.